# 鵼之碑
《鵼之碑》是京極夏彥的長篇推理小說和妖怪小說，百鬼夜行系列（京極堂系列）的第十部作品，也是同系列相隔17年的長篇故事。於2023年9月14日在日本發售。

## 與過去作品的聯繫
自2006年的《邪魅之雫》出版後相隔17年的系列長篇。
在2012年出版的《百鬼夜行：陽》裏收錄了本作的前傳短篇故事《墓之火》和《蛇帶》。
在2019年出版的《今昔百鬼拾遺 鬼》中描繪了與本作事件同時發生的事件，並提及了本作的事件。
本作分為「蛇」「虎」「貍」「猨」「鵺」五個部分，每個部分都分配了過去作品的精華。此外，根據宮部美幸的說法，過去作品的許多角色都出現在本作中，可以說是「百鬼夜行版復仇者聯盟」。
本作也包含與「巷說百物語系列」和「書樓弔堂系列」相關的元素。

## 劇情簡介
舞台設定在高度經濟增長前夕，昭和29年（1954年）2月的日光。一位劇作家從女僕口中得知了令人不安的過去。一名偵探助手接到了尋找失蹤者的委託。一名刑警追蹤消失的屍體。一位學僧被神秘的光影困擾。一位女性聽到死者的聲音。公安機關秘密活動。古書商迎來了鑑定古文書的任務。

## 登場人物

### 敘述者
久住 加壽夫（Kuzumi Kazuo）
「蛇」之章的敘述者。由榎木津兄弟的外祖父今出川翁資助的劇團的編劇。故鄉在北國的雪國。
自前年初夏之後第二次訪問日光。按照今出川翁的指示，他正在創作以能劇《鵼》為題材的新作品，並且在日光榎木津酒店逗留了大約10天，繼續工作。
注意到上一次住宿時負責照顧他的酒店女傭登和子失去了往日的開朗。向她詢問時，得知她竟然在幼年時殺害了自己的父親。由於在房間裏待著難受於是外出，並在憾満之淵遇到了關口，與他交談後對他產生好感，並開始與他商討登和子的秘密，一同展開對這一事件的調查。
御厨 富美（Mikuriya Fumi）
「虎」之章的敘述者。在寒川藥局工作的藥劑師，是一位未滿30歲的戰爭寡婦。住所在五反田。
成長經歷相當不幸，被繼母虐待後趕出家門，結婚後丈夫在孩子出生後被徵召入伍而戰死，年幼的孩子在東京大空襲期間四處逃亡中因營養不良而死亡。戰後，她在街頭徘徊時得到了寒川秀巳的幫助，在他的全面支持下進入了藥學專科女子學校，並於昭和24年開始的國家考試中獲得資格，從昭和27年，離久遠寺醫院倒閉前不久開始在寒川藥局工作。
天生樂觀，對可疑的預感漠不關心。不善言辭，難以巧妙地向他人傳達要點。在婚姻等關鍵時刻，她表現出不善於認真對待的特質。雖然接受了秀巳的求婚，但一直未能給予明確的答覆。
由於與秀巳失去聯繫一個多月，向黑川玉枝推薦的薔薇十字偵探社委託尋人。在確認不僅秀巳，與他有關的笹村市雄也失蹤後，決定陪同益田前往日光進行調查。
木場 修太郎（Kiba Shuutarou）
「貍」之章的敘述者。是警視廳麻布署刑事課調查一組的刑警。他原本被分配到警視廳總部，但幾乎每個月都會引起問題，因在伊豆的六月事件中違反服務規定而被調動到麻布署。
在為已經退休的前搭檔長門舉辦的私人告別會上，他聽到了20年前昭和9年在芝東照宮背後發生的未解謀殺案的故事，並向上司近野詢問了詳細情況。然後，近野告訴他此案與同一時期發生的未解縱火謀殺案相關，並要他休假前往日光，那裏是縱火謀殺案遇害者家屬的收容地。到達後，他遇到了追蹤鄉島的登和子，於是決定調查她過去的謀殺案。
築山 公宣（Tsukiyama Kousen）
「猨」之章的敘述者。自稱為學僧，在某寺廟的寶物殿裏做一些類似於學藝員的工作。
他抱有作為僧侶的理想，信仰、修行、傳教和拯救他人，儘管他曾在延暦寺修行，但因為家族寺廟因破產而倒閉，信徒貸款難以償還，由於無法真正脫離社會而無法進行真正意義上的出家，這一切讓他在夢想破滅時陷入挫折，迷失了真正的信仰。雖然他作為僧侶進行修行，也學習了教義，但由於沒有寺廟，他從未面對過信徒，也沒有對自己的信仰如何拯救眾生有明確的具體想法。在戰爭期間，由於宣揚不殺生的戒律和避免爭議性的善行，他被指責為厭戰思想者，並被謾罵為非國民。
他在戰後結識了中禪寺，當時中禪寺是一位教師，他在東京與困擾於紛擾的誤入歧途的人打交道，從那時起成為朋友。
去年起，他受輪王寺的委託，在文化財產保護法制定相關的山內整修中偶然發現藏在護法天堂后土中的長持裡面的七個倹飩箱中的古文獻和經典，並把中禪寺和仁禮叫來協助對其進行整理和研究。有一天完成工作後，他遇到了行為可疑的秀巳，並聽取了關於尾巳村研究的推論。
綠川 佳乃（Midorikawa Kano）
「鵺」之章的敘述者。在地方大學醫學部基礎醫學科研究室擔任助手的醫生。因為討厭手握人類的生殺予奪大權，不願涉足臨床醫學，而是專注於基礎醫學的研究。與中禪寺、關口和榎木津是就讀女校時代的熟人。如同人形娃娃一樣嬌小玲瓏，容貌秀美，雖然已經是30多歲，但身材嬌小，臉龐嬰兒般稚氣，額前修剪成禿的髮型讓她看起來像少女一樣。未婚。
20多年來失去音訊的大叔父豬史郎於昭和28年夏季去世，就要成為無依無靠的孤魂野鬼時，她接到了通知。為了避開年底的繁忙時期，她前往日光接收大叔父的遺骨，並訪問了他生前經營的舊尾巳村的診所。在那個時候，她與關口十多年來首次重逢，通過整理當時的病歷，她發現了櫻田家的醫療記錄與登和子的記憶之間的差異。

### 系列常駐角色
關口 巽（Sekiguchi Tatsumi）
倒霉的小說家。
正在與中禪寺和榎木津相伴免費入住日光榎木津酒店。並沒有着手創作新作品，正在憾満之淵數着路邊的地藏菩薩時被久住搭話，並咨詢了他從酒店的女傭登和子那裏聽到的關於謀殺案的事情。這次他再次半心半意地被捲入麻煩之中，也為了逃避榎木津而與久住一起開始調查這起事件。
中禪寺 秋彥（Chuuzenji Akihiko）
中野的古書店「京極堂」的店主。
在築山的請求下，正在輪王寺進行古文獻和古記載的調查工作，並從第三個儉飩箱中發現了比被認為是日本最古老的天海藏所收藏的《新刻出像官板大字西遊記》還要古老的《西遊記》手抄本的古文獻。由於與輪王寺的僧侶和東照宮的神職人員素有往來，得到了足夠的信任，以至於可以輕鬆地查閱國寶和重要文化財。
益田 龍一（Masuda Ryuuichi）
薔薇十字偵探社的首席偵探。
代替正在旅行中的榎木津接受了御廚的請求，負責尋找寒川秀巳的下落。在調查的過程中，他發現秀巳最近與笹村市雄有來往，同時也在同一時期逗留在日光，於是與御廚一起前往日光尋找名為桐山勘作的人物。
鳥口 守彥（Toriguchi Morihiko）
三流娛樂雜誌的記者。
在益田的請求下，進行對20年前寒川秀巳和笹村市雄的親人死亡的調查，認為笹村伴輔生前可能涉及理化學研究所的原子彈研究，這是他想報道的內容。此外，還調查了寒川英輔的研究，發現了據說是日光山國立公園選定委員會的嚮導桐山老人的存在。
榎木津 禮二郎（Enokizu Reijirou）
薔薇十字偵探社的偵探長，具有看到他人記憶的特殊體質。
與被叫到輪王寺工作的中禪寺一同在日光旅行。基本都在打網球和睡覺，不僅和往常一樣欺負關口，還邀請和他在一起的久住遊玩。然而，通過查看丑松的記憶，他揭示了整個事件的真相是「類似猜拳般的東西」，認為每個獨立事件的無法解決是因為不斷出現平局的狀況。
青木 文藏（Aoki Bunzou）
隸屬於警視廳本廳刑事部刑事課的警察，是木場的後輩。在伊豆的事件中，他和木場一同被調往小石川署轄下的派出所，但在前年內已經回到本廳工作。

### 日光榎木津酒店
榎木津 總一郎（Enokizu Souichirou）
日光榎木津酒店的老闆，禮二郎的哥哥。
在木場前來調查笹村倫子的身份時，提到了僱傭倫子的原因是受到了通過寬永堂聯繫並向他供應佛像的笹村市雄的請求。
櫻田 登和子（Sakurada Towako）
在日光榎木津酒店工作的女傭，出生於昭和7年，現年22歲。父母雙雙亡故，祖母患有疾病和痴呆，正在附近車站的小橋醫院住院。由於工作的原因，她把兩個異父弟妹寄養在遙遠的寬永堂。
她有一點小心過度，可能比別人花費一些時間，但工作非常仔細。然而，她患有嚴重的恐蛇症，對於蠕動的東西，哪怕是繩子或帶子也會誤以為是蛇，所以無法系帶子也無法系腰帶。因此，她無法穿和服，只能穿着帶子較少的洋裝工作。
以前給人的印象是善良但有點遲鈍，性格開朗而認真。然而，當她試圖了解罹患恐蛇症的原因時，以倫子的龍腦香囊的記憶為契機，回憶起「以為是帶子卻抓到了蛇的記憶」。同時她回憶起6歲時，曾以為是上吊而死的父親實際上是被母親所勒死，而自己當時也協助了母親。對於16年來一直忘記了犯罪行為的事實，她感到了罪惡感。這也讓她失去了昔日的開朗。
奈美木 節（Namiki Setsu）
在日光榎木津酒店工作的女傭。過去曾兩次因為被捲入榎木津和中禪寺有關的事件而失業，後來再次在日光榎木津酒店找到工作。
她有點多管閒事和好奇心強，但如果放寬對此的看法，她實際上是一個親切、易於相處的努力工作者。然而，她非常健談，而且儘管非常勤奮，卻有點粗心和做事馬虎。她負責關口的房間，但經常發現她整理過的床單又皺巴巴的。儘管她的工作經驗比新來的倫子稍長，但由於倫子的工作能力更強，她仍然被視為新手。
是關口房間的負責人。她告訴了久住等人，要治療登和子的恐懼症，需要找出原因。
笹村 倫子（Sasamura Michiko）
日光榎木津酒店的新女傭，非常聰明，是一個毫無瑕疵的人物。雖然她剛被僱傭了幾個月，但已經展現出比前輩更優秀的工作表現。她的父母已故，有一個年齡相差12歲的哥哥。
是通過向酒店提供佛像的哥哥介紹，於昭和28年秋天被聘用並開始工作的。

### 寒川藥局
寒川 秀巳（Samukawa Hidemi）
寒川藥局的店主兼藥劑師，獨身，年過40。是一個非常理性和具有常識的人。
在年輕的時候，曾試圖通過藥學立身，但為了償還父親留下的巨額債務，不得不變賣繼承的全部財產。儘管作為一個貧困的學生艱難完成了學業，由於經濟原因不得不放棄成為研究者的道路。更令人沮喪的是，戰爭的到來讓他受到了進一步的打擊，最終只好在一家藥局安定下來。
在昭和28年9月，請了一個月的假，首次返回父親去世的日光山區。他在事故現場的懸崖上發現了一個燃燒的碑石。在10月之前返回了東京，但並沒有回到藥局工作，而是把自己關在房間裏。到了12月，留下了一句「也許父親踩到了老虎的尾巴」的話後消失了。
可兒 卓男（Kani Takuo）
寒川藥局的財務和庫存管理負責人。雖然已經45、6歲了，但因為身材瘦弱、性格柔弱，所以看起來只有30歲左右。最近留的下巴鬍子也讓自己看起來像個長鬍子的孩子。總是被比他年輕10歲以上的寺尾欺負。是個基督徒。自稱是一個善良的市民，但總是口中不時說些陰謀論的話，而在戰爭期間，他因為被認為是活動家而被曾特高警察拘留過。
寺尾 美樹子（Terao Mikiko）
寒川藥局的藥劑師。和御廚一樣也是在戰爭中失去丈夫的婦女。儘管還不到30歲，但看起來已經超過40歲。雖然沒有惡意嘴巴很毒，說話直來直去。是法華宗的信徒。

### 古文書鑒定的相關人物
仁禮 將雄（Nire Masao）
築山在大學時的後輩。專攻古代社會制度史，目前是築山曾擔任的史學科教授的助手。為人機智善良，雖然富有幽默感，但對學術研究抱有人生賭注的態度，雖然不是個拘謹的人，但不喝酒也不夜遊。除了古文獻和古記錄，還收集赤本漫畫和少女小說，對歌劇和活動寫真的欣賞也是他的愛好。
在學業上非常出色，對處理古文獻非常熟悉，因此在小峰莊住宿的同時，幫助築山和中禪寺在一個月的期限內完成任務。
安田（Yasuda）
負責築山和其他人工作所在的輪王寺的物業管理和一般雜務的初老女士。13年前因肝病去世的丈夫是個愛喝酒的人，常和源助、嘉助、勳等人一起遊蕩。兒子夫婦在東京大空襲中過世，孫子也在戰爭中喪生，使她成為一個孤獨無依的人。在寺廟務工的生活才使她過上了一些能感受到溫情的日子。
大約10天前，她發現有一個可疑的男子在附近四處出沒，趴在水溝、屋檐下或地面上。這讓她感到很不安，懷疑自己是否受到詛咒而難以入睡。

### 20年前案件的相關人物
笹村 市雄（Sasamura Ichio）
在下谷居住的佛師，被周圍的人評價為和善的好人。有一幅像能面的臉，以白木綿包著頭，身穿背後染有一個梵字的白色羽織。
20年前，父母被殺害，他和剛出生的妹妹一起從家鄉多西村被日光的桐山老人收養，在一個沒有電和電話的山區長大。戰後成為佛師後，繼續在山中生活，每月一次去寬永堂拜訪逗留。大約3年前，他搬到了下谷的一所獨棟屋生活。
擅長製作佛像，不論是適合擺放在佛龕中的尺寸，還是更小的念持佛等佛像。他的手藝很好，生意也很順利，僧侶和老人們不斷地來下谷找他訂製佛像，他在家的時候幾乎沒有一天是沒有鑿子聲的。通過寬永堂的聯繫，他還與日光榎木津酒店有業務往來，為他們提供以日光三山為主題的佛像，如阿彌陀佛、馬頭觀音和千手觀音。由於工作獲得了好評，現正在製作一尊以憾満之淵為題材的不動明王像。他平均每兩個月完成一個佛像，每次完成工作後，他會離開家3天到1個星期，學習並參觀關東近郊的神社和佛寺。此外，他每年數次前往日光，入住田貫屋，並遊覽山區。
在參拜可能與雙親死亡有關的寒川英輔的墓時，遇到了秀巳。似乎從昭和28年9月便開始在日光旅行，即使到了新年仍未返回下谷。益田和木場正在調查他知道秀巳的失蹤和20年前的屍體消失的相關信息的可能性。
寒川 英輔（Samukawa Eisuke）
寒川秀巳已故的父親，植物學家，專攻植物病理學。他曾在帝國大學農科大學的植物病理學講座受白井光太郎指導，主要專注於土壤、水的成分、細菌、電離輻射等對植物的影響。雖然他沒有在大學任職，但由於是資產家家族，且深受人們尊敬，因此能夠得到許多人的資金支持，使他能夠專心進行研究。雖然表現卓越，但在建立名聲之前就離世了。
20年前，日光一帶被列為國家公園的時候，作為事前調查小組的一員被派往日光。然而，在昭和9年6月25日上午，他在日光山中的居民也無法進入的魔所之崖墜落身亡。雖然沒有外傷跡象，且事故本身並沒有什麼可疑之處，但在同日正午通報之後，有人將其遺體帶離現場，然後在事故發生經過近1日後的26日凌晨4時30分左右，其遺體被送到了離事故現場不到30分鐘路程的村外診療所中。
笹村 伴輔（Sasamura Tomosuke）
小報《一白新報》的記者，已故。在大正8年接管了報社後，因發表多篇批評體制的文章，受到特高警察的監視。居住在多西村。
透過一位共產主義活動家提供的信息，直到事件發生前都在追查有關理化學研究所的大事件的調查。然而，在昭和9年6月25日的事件中，他被刺中心臟而死，遺體和妻子一起被燒毀。
其父母與次郎和小夜夫婦曾在《後巷説百物語》中登場。
笹村 澄代（Sasamura Sumiyo）
伴輔之妻。栃木縣上都賀郡出身。有個名為珠代的妹妹。在昭和9年的事件中，腹部被刀刺中身亡。
桐山 勘作（Kiriyama Kansaku）
在日光山中生活的日光派的冬季獵人。20年前擔任日光山國立公園選定準備調査團的嚮導。他曾接過已故的笹村夫婦的孩子並照顧他們直到成人。儘管未接受過治療，但他和猪史郎有著十年左右的交情，所以當看到前來診所拜訪的佳乃時，和她攀談起這位舊友。
由於是和20年前事件和寒川秀巳的失踪相關的人物，益田和木場一直在尋找他。

### 日光的其他居民
田端 勳（Tabata Isao）
登和子的親生父親，妙子的第一任丈夫。漆器工匠，師父是妻子的父親孝治。已故。昭和13年3月6日在小倉庫裏上吊自殺身亡，但根據登和子回想起的記憶，他是被妻子和女兒合謀殺死的。
一開始的時候很認真，但由於工作馬虎、技藝不精，被寬永堂終止了合作往來。從大約10年前的戰爭開始，他的工作逐漸減少，因此生活貧困。在死前的一兩年內，他完全沒有工作。由於生計壓力，他開始變得憤世嫉俗，縱慾沉湎，據登和子的記憶，由於女兒向妻子透露了他與情婦的關係。因此不僅不工作還酗酒並對女兒施以暴力。憤怒的妻子讓女兒幫忙，趁他醉酒時用博多帶勒死了他。
櫻田 妙子（Sakurada Taeko）
登和子的母親，已故，舊姓淺田。她於昭和27年11月患上結節性甲狀腺腫而去世。
根據登和子的記憶，16年前，由於婚外情被女兒揭露，她無法忍受丈夫勛對她甚至女兒施暴。因此，她讓6歲的登和子拿着博多帶的一端，將丈夫勒死。
櫻田 裕一（Sakurada Yuuichi）
登和子的繼父，已故。雖然為人認真，但不夠突出，而且身體虛弱，甚至在徵兵檢查中也未通過。他於昭和19年9月因腦血管阻塞導致的卒中去世。
德山 丑松（Tokuyama Ushimatsu）
居住尾巳村深處的一位製作平膳漆器的工匠。大約50歲左右、皮膚曬得黝黑。與妻子滋子育有兩個兒子，分別是昌夫和忠夫。由於漆器的工作機會逐漸減少，目前在足利從事防沙工程的工作。
由於登和子的老家就在附近，當櫻田家的祖母住院時，曾經用大八車將兩名兒子一起載到醫院探望。
田上 祥治（Tanoue Shouji）
商人旅館「田貫屋」的老闆。妻子在前年去世，孩子們生活在東京，由於手頭不算寬裕，並沒有僱傭女僕，一個人獨自經營着旅館。他對自己的事情滔滔不絕，但不擅長傳話，因此他在試圖準確傳達意思時會倍感壓力而緊張，身體會有傾斜的習慣。
小峰 源助（Komine Gensuke）
民宿「小峰荘」的主人，大約70歲。他入贅了大津開始世代平民的小峰家，但由於無法生育，在約30年前與妻子永別。戰前開始就經常在家中招待建築工人和流浪商人，原本不喜歡田地勞作且對農業不感興趣，大約在5、6年前，由於旅館業法的實施，他申請成為簡易宿所。年輕時他是個酗酒好色之徒，曾和一幫混混為伍，但後來因為上述的契機而改變了生活方式。
他的信仰並不深厚，很少去參拜妻子的墓，甚至在過去的50年裏只去過2、3次東照宮。他雖然對庚申講有些了解，但並非日吉大社的居民。然而，他曾目擊過一隻發光的猿猴，堅信它是山王權現的神使。此後，他無法趕走猿猴，庭院和廚房也受到破壞了。儘管如此，他在玄關的鞋柜上擺放了三猿的擺件。因為射殺了被認為是神使的猿猴而在數月內死亡的嘉助的經歷，改變了自己的頹廢生活，並進行了房間的翻新和料理的學習等努力，但由於沒有宣傳，並沒有很多客人光顧。
石山 嘉助（Ishiyama Kasuke）
日光的建築工匠，已故。是個喜歡賭博、行為不端之徒，過着放縱的生活，不履行朋輩組的工作，也不聽從兄弟的勸告而成為破落戶。持有射擊執照或類似的許可，用火槍射擊來家裡搗亂的猴子。然而，在昭和12年的9月左右，他用火槍射殺了一隻啃食蘿蔔的發光猴子，然後在數月後的某天，在醉酒的狀態下掉進了供水的水溝中死亡。由於這一意外，有傳言稱他是因為殺死神使而招致了不祥之災。
淺田 兵吉（Asada Heikichi）
佛具店「寬永堂」的老闆。是一位溫和、微胖，30多歲的圓臉男子。和看起來年輕但實際上比自己年紀大的體型相仿的妻子多惠一起生活。在昭和28年去世的父親悟朗是妙子的堂兄。獨生子在戰爭中去世，兄長和弟弟在戰爭中犧牲，父母也在戰後相繼去世。
目前，他受到遠親登和子的委託，負責照顧她年幼的弟妹。
綠川 猪史郎（Midorikawa Ishirou）
佳乃的大叔父，在尾巳村山區經營一家診所的村醫。已故。來自青森縣。一生未婚，由於兄長和外甥早逝，家人和血緣關係僅剩下佳乃。在佳乃小時候，他每年都會露面，但在過去的20多年裏失去了聯繫。
早早地離開了故鄉，最初在理化學研究所工作。然而，由於與職場同事在學術觀點上的不合，認為研究所進行的研究對日本和世界沒有益處，他辭去了研究所的職務，並在一間原本是拙劣的鐵匠的工坊裡設立了診所。由於這種形式的背叛，他無法回到原來的地方，其他出路也都被封閉。在戰爭期間，他像一個看守一樣守護着診所，但戰後，由於失去了意義，他只是出於慣性留在了診所。儘管在昭和28年夏季前去世，但佳乃直到秋季才得知這一消息。

### 警察相關人物
長門 五十次（Nagato Isoji）
曾是警視廳總部刑事部刑事課的刑事，是一位在警視廳工作了40年的資深警官。然而，隨著昭和29年2月中旬警察制度改革要綱的採納，選擇退休作為司法警務官。木場是他在刑事生涯中的最後一位搭檔，負責監視他。妻子在17年前去世，此後一直獨身。
在木場等人為他舉辦的告別會上，他對木場提到自己“首次對著遺體誦經”的經歷，那是一宗在昭和9年6月在芝公園發生的一宗殺人懸案。然後引導木場去找從當時開始便認識，如今是木場上司的近野詢問這個案子的詳情。
伊庭 銀四郎（Iba Ginshirou）
前警官。戰前曾在長野縣任職警察，但隨著戰爭爆發，他曾一度退休，戰後被再度雇用，並於昭和26年再次退休。在職時期以其銳利的目光、冷酷的眼神，以及熟練地透過凝視促使嫌疑人招供而聞名，因此有著「眼力的伊庭銀」的外號。
在前一年他重新參與了在長野縣警察的時代未能解決的案件，並結識了木場，兩人成了知己。當他的職業生涯同僚長門最終退休時，他參加了他的告別會。
長谷川（Hasegawa）
麻布署調查一課的刑警。身材瘦弱，卻總是穿着寬大的西裝，頭髮像美國歌手一樣塗油後梳到後面。木場稱他為「蚰蜒」。
近野 諭（Chikano Satoshi）
警視廳麻布署刑事課調查一組的組長。留着五分頭，雖然已經超過50歲，但看起來強壯而龐大，鍛煉有素，顯得年輕。柔道和空手的有段者，外表強悍。年輕時似乎經歷了相當的波折，被認為不是一般的打拼者。專攻搶劫犯罪。20多年前曾被分配到芝愛宕警察局。
在昭和9年的芝公園事件中，是第一個到達現場並下令呼叫本廳的警察官。在屍體消失後依然獨自徹底追查，並推測其中兩具失蹤的屍體可能是多西村發現的被燒死的笹村夫婦的屍體，但由於深入調查事件，被降職到高尾山的巡查所4年。因此，他與長門保持每年互寄賀年卡的關係。
對木場頗為寬容，儘管對他的衝動行為有所抱怨，但並未解僱他，幾乎讓他自由發展。從長門那裏得知了20年前芝公園事件的情況，為了調查，交給木場在被特高警察的命令下處理之前從鑑證處盜取的現場照片，強迫他休假並命令他前往笹村夫婦的孤兒被領養的地方日光調查。
植野（Ueno）
日光車站前派出所值勤的巡查。27、8歲，戴着厚黑框眼鏡，給人一種像僧侶的印象的年輕人。為了將來可能有用，他在派出所接待的人們的談話中，將有可能涉及案件的事物及個人記錄在案。
正在尋找秀巳的益田和御廚詢問他是否知道在昭和28年9月9日訪問派出所的桐山勘作的住所，並向他們報告了桐山老人在同年12月30日再次到訪，並說他要前往日光警察局尋找調查事故的警察。
木暮 元太郎（Kogure Gentarou）
栃木縣警察日光警察局的前刑警。出生於明治時代，年過70的面容強硬的老人，頭髮雪白且修剪得很短，眉毛粗大而濃黑，聲音低沉而嘶啞，卻仍然富有張力。在小來川村居住。
他的家中即使不是假日也懸掛着日之丸旗，門柱上刻有「八紘一宇」，因此周圍的人認為他是右翼思想者或民族主義者。然而，他表示在戰前儘管如此，但現在持反對戰爭的立場，自認為是尊皇攘夷主義者，這一立場自其祖父的時代就一直延續。
20年前曾處理過寒川英輔的死亡事故。在昭和29年1月4日接受秀巳的拜訪時，提到他懷疑屍體是被特高警察從報案後的第二天送到診所的，還談到了從昭和8年開始，舊尾巳村的理化學研究所可能在進行與核能相關的研究。對後來到訪的益田和御廚也講述了類似的事情。
鄉島 郡治（Satojima Gunji）
公安調查廳的調查官，前公安刑警。曾隸屬於內務省的特務機構，並參與了陸軍中野學校的創建。在刑警時代，他被稱為「蠍子」，以手段銳利而聞名。
他現在負責搜尋和處置軍隊和內務省作為組織解體時留下的危險物。在調查日光山中的舊尾巳村的遷徙區域時，為了得到田端勲的相關信息而追蹤自殺未遂多次的登和子的時候與木場相遇。之後，與在村里開診所的緑川豬史郎的的唯一親屬，也是他的侄孫女的佳乃接觸。

### 其他
今出川 廣彬（Imadegawa Hiroakira）
榎木津兄弟的外祖父。直到昭和5年都在宮內省擔任侍從職事務主管，退休後隱居在鎌倉，在業餘時間專研演劇史。在戰前主要研究戲劇改良運動，但戰後擴大了研究範圍，涵蓋了從猿樂到能狂言、歌舞伎、新派、少女歌劇再到大眾戲劇和地下戲劇。對現代戲劇也有深厚的造詣，對小劇團尤其鍾情，不僅友好地介紹，而且以不吝資助而著稱。
也有資助久住的劇團，指示他寫一部以能劇「鵼」為題材的新作。

## 用語
寒川藥局
位于雜司谷的院外處方藥局。最初由久遠寺醫院經營，但隨着久遠寺醫院規模的縮小，藥局獨立出來。一段時間內仍然是久遠寺醫院的專屬，但在戰後，隨着久遠寺醫院幾乎專注於婦產科，該藥局瀕臨倒閉。後來，藥劑師寒川秀巳購買了這家藥局，並在附近設立的一家綜合醫院的支持下維持經營至今。目前，藥局有店主和兩名藥劑師以及一名財務人員在工作。
一白新報
明治時代由笹村與次郎興辦的一份小報。由於只有1、2名員工一起發行，因此發行量也很少。報名是根據創辦者妻子的養父在晚年曾使用的雅號命名的。創刊時主要是一份載有各地的奇談怪談的大眾娛樂報紙，當時它相對地進行了比較充分的採訪和發表。
然而，在大正8年，創辦者的兒子伴輔成為主編後，該報的體制批評性文章比例增加。由於發表了對政權批評的文章，似乎受到了特高警察的關注。20年前，他們似乎曾嘗試撰寫與理化學研究所有關的文章。
日光榎木津酒店
榎木津總一郎於昭和25年在日光開業的酒店。建築風格當然是西式的，但設計卻是和風的，裝飾有番傘、畫扇、古老的書畫、壺、佛像、屏風等，各處都擺滿了花卉。因此，它給人的印象並非和洋折衷，更像是和式風格的西式別墅，對日本人來說，顯得有點異國風格。客房樓與餐廳和大堂所在的樓宇由一座模仿深沙王堂前神橋的橋相連。
小峰莊
在日光由小峰源助經營的民宿。最初是源助妻子的老家，他們在旅館業法實施後立即進行了申請，在此之前偶爾接待過工人和行商人。
田貫屋
在日光由田上祥治經營的商人宿。由於前經營者的祖父是田上貫三郎，因此外號又叫“田貫”，因此店名應該唸作「たのかんや」。創業於明治時代。據店主稱是日光最便宜的旅館。
寬永堂
位於日光車站前大道上的老牌佛具店。在明治維新前就已經開始營業。經營者是淺田家的本家，除了店主夫婦之外，其他成員在經歷了戰爭後已經過世。除了在尾巳村的櫻田家的遠親，在今市也有分家。
尾巳村
位於日光市邊緣的村莊。在過去比櫻田家更深入的地區住著30到40戶左右的人家，但在昭和8年，土地以每坪5000日圓的高價被購買，所有住戶都搬離。由於這個地區本來就有很多外地移居者，因此並未徹底遵守當地習俗，行政劃分也沒有發生變化，因此剩餘的地區也未被編入附近的村莊。在之後的數次城鄉合併中，由於村莊組織未明確形成，作為社區的互助關係也變得淡漠。此外，在集落的深處還有一個像寺廟一樣的大宅邸，傳聞很久以前曾經發生全家被殺害的事件。
在搬離的區域中，僅有由緑川猪史郎經營的診所繼續運作，但在昭和28年夏季，該診所因醫生去世而被迫關閉。在村莊廢棄的初期，有數十人前來，以大宅邸為據點進行工作，但實際上進行了什麼業務，連附近的居民也不清楚。
芝公園屍體消失案件
昭和9年6月，在芝公園發生的一起未解決謀殺案。起因是在芝東照宮背後，發現了兩名男性和一名女性的屍體，呈“川”字形排列在一起。年長的男性似乎被鈍器擊打，頭顱和頸椎出現了裂開的跡象，而另一名男性則被刺中心臟，女性則被刺中腹部，血跡仍然殘留。就目視所見，這些人身上沒有財物，而年長的男性身體上不知怎麼弄得很骯髒，頭髮上黏著草和木。然而，屍體本應被運送到芝愛宕警察署，然而卻被偷走而下落不明，使得身份確認和死因鑒定無法進行。由於沒有辦法找到屍體，調查人員也沒有辦法記住冒充屍體搬運人的盜屍者的面孔。最終，謀殺案沒有經過處理而過了時效。
與案件相關的近野認為，偷走屍體的可能是特高警察，他推測第一位發現者的攤販因為受到阻礙，無法立即將屍體運走。與該事件有關的人幾乎都在戰爭中死亡或者隱姓埋名，只有長門和近野知曉當時的情況。
多西村強盗放火殺人案
在昭和9年6月25日的半夜，發生在多西村的一宗搶劫放火謀殺案。受害者是一白新報的記者笹村伴輔和澄代夫妻，伴輔被刺中心臟，澄代則在腹部被刺後被燒焦。這起案件未能解決並在時效內無效，但近野懷疑芝公園被盜的屍體其實就是笹村夫妻。

## 發行背景

### 日本
「百鬼夜行系列」始於1994年的第一部作品《姑獲鳥之夏》，一直到1998年的《塗佛之宴 撤宴》為止，約每3個月發行一次。然而，由於作者繁忙等原因，發行週期開始延長，《鵼之碑》自從2006年在《邪魅之雫》的結尾宣布標題後，一直到17年之久都未確定發售日期。
在發售日期未確定的期間，作者一直在進行本作的創作和構思。2023年5月，在擔任日本推理作家協會代表理事長達4年後，作者決定全力以赴進行創作。同年7月31日宣布發售日期。2023年同時也標誌著作者出道30周年（即《姑獲鳥之夏》發行30周年）。
宣布發售日期後，社交媒體等平臺上湧現了粉絲們的驚訝和喜悅之聲。和過去的作品一樣，本書的頁數、書的厚度和重量也成為討論的話題。紀伊國屋書店的所有分店都為這本作品準備了書套。作為廣告，東京地鐵和JR西日本在列車內刊登了廣告，朝日新聞也刊登了全版廣告。
在2008年，隨著版權所有者講談社的新企劃啟動，對外公告將《鵼之碑》等作品的版權轉移到另一家出版社，以及停止講談社小說版的再版等。然而，最終決定同時推出講談社小說版和單行本。

## 版本發行信息
| 出版者   | 出版日期      | 媒介   | 頁數   | 書籍編碼           | 譯者   |  |
| -------- | ------------- | ------ | ------ | ------------------ | ------ |  |
| 講談社   | 2023年9月14日 | 單行本 | 1135頁 | ISBN 9784065330722 |        |  |
| 講談社   | 2023年9月14日 | 新書版 | 832頁  | ISBN 9784065150450 |        |  |
| 講談社   | 2023年9月14日 | 電子書 | 1135頁 | ASIN B0CG5853SR    |        |  |
| 講談社   | 2024年9月13日 | 文库本 | 1344頁 | ISBN 9784065362433 |        |  |
| 独步文化 | 2025年5月1日  | 丛书   | 832頁  | ISBN 9786267609415 | 王华懋 |  |
| 世纪文景 | 预定出版      | 丛书   |        |                    | 伏怡琳 |  |

## 関連項目
- 鵺、虎鶫、三猿、獏、狛犬、兕、蛇帶、墓之火
- 日光国立公園、日光金谷酒店
- 日光東照宮、輪王寺、憾滿之淵、裏見瀑布
- 芝東照宮
- 天海、勝道、左甚五郎、郡虎彦
- 山王一實神道、權現、神佛分離、山嶽信仰
- 日光山緣起
- 又鬼、山窩
- 西遊記成立史
- 中禪寺湖
- 足尾礦毒事件、谷中村
- 颱風Kathleen
- 特高警察、公安警察、公安調査廳
- 田母澤御用邸
- 理化學研究所、理研康采恩
- 核動力、仁科芳雄、愛因斯坦
- 二號計劃
- 迴旋加速器
- 切倫科夫輻射
- 鐳女郎
- 蓋格計數器
- 假記憶體綜合症
- 陰謀論
- 以津真天